# Busy Doin' Nothin'
«Busy Doin' Nothin'» es una canción escrita por Brian Wilson para la banda de rock estadounidense The Beach Boys. Aparece como la décima canción en su álbum de estudio Friends de 1968. La letra refleja las minucias de su vida cotidiana social y empresarial, mientras que la música, dice Wilson, se inspiró en la "bossa nova en general".

## Descripción
"Busy Doin 'Nothin'" fue grabado en dos fechas, una para la pista instrumental básica y otra para doblajes, incluyendo la pista vocal. La pista básica instrumental fue grabada en el Estudio de grabación casero de Brian Wilson el 26 de marzo de 1968 bajo los títulos de trabajo "Even Steven" y "Even Time". La sesión utilizó a varios miembros del Wrecking Crew.
Los doblajes y la pista vocal se grabaron el 11 de abril de 1968 en ID Sound, California. Brian tiene la voz principal en la canción, a quién se le unió su entonces esposa Marilyn Wilson que canta armonías con Brian durante el segundo puente. Esta fue la segunda vez en que Brian presindía de los beach boys para la grabación de una canción desde "Caroline, No" en 1966.
"Busy Doin 'Nothin'" fue interpretado a principios de los años 2000 por Brian Wilson durante su gira solista de Pet Sounds, también en la gira de No Pier Pressure en 2015.

## Créditos
The Beach Boys
- Brian Wilson – voz principal, teclado eléctrico

Músicos de sesión
- Jim Ackley – guitarra acústica
- Don Englert – clarinete
- Alan Estes – vibráfono; bloques de madera
- Jay Migliori – clarinete
- Gene Pello – batería
- Lyle Ritz – contrabajo
- Tom Scott – flauta tenor
- David Sherr – oboe
- Al Vescovo – guitarra acústica
- Marilyn Wilson – coro y armonías

## Versiones
- 2000 – Camping, Caroline Now!